# 五目ならべ 連珠
『五目ならべ 連珠』（ごもくならべ れんじゅ）は、任天堂より1983年8月27日に発売されたファミリーコンピュータ用ソフト。ゲーム内容は1981年に日本物産が稼働したアーケードゲーム『五目並べ 連珠』とほぼ同一である。
パッケージ等では「五目ならべ」が太いゴシック体で、「連珠」のみ明朝体の細字で別枠に囲われた『五目ならべ連珠』の表記が使われている。タイトル画面でも単に『五目ならべ』であるなど五目ならべである旨が分かりやすくアピールされているものの、本質的に連珠である。また日本でのみ発売された。

## ゲーム内容

### 遊び方
碁盤の交点に黒白交互に石を置き、先に1列5個を並べたほうが1勝。これを1局とし、黒（先手）・白（後手）を交代しながら6局を対戦して勝敗の数を競う。
局の最初に珠型がランダムで決まる。つまり最初の黒→白→黒の3手は自動で置かれるため、最初に自由に石を打てるという意味では白（後手）が実質的な先攻になる。ルールは連珠に準拠であるため黒（先手）には様々な制約（禁手）がある一方で、白（後手）は三三すら禁手にはならない。

### ゲームモード
- 一人で対戦：コンピュータと対戦。スタート時はプレイヤー（I コントローラ使用）が黒（先手）、COMが白（後手）である。
  - 初級：相手の三や四（止めることのできる四三や、白の三三なども含む）が点滅するヒント機能あり。ただし対処すべき場所はそれだけではないため、そのような場所は自分で探して止めるしかない。例えば次の一手で相手が四三などを完成できるような場所があっても、その時点で三や四を形成していない場合は点滅しない。
  - 中級：ヒント機能なし。
  - 上級：石を打つのに制限時間あり。残り90秒から開始。残り20秒を切った場合は石を打った後、残り20秒から開始となる。残り時間が0秒になればその局は負け。
- 二人で対戦：1Pと2Pで対戦。スタート時はコントローラの I 側が黒（先手）、II 側が白（後手）である。

## 移植版
| No. | タイトル                                      | 発売日         | 対応機種        | 開発元 | 発売元 | メディア                              | 型式       | 備考                  |
| --- | --------------------------------------------- | -------------- | --------------- | ------ | ------ | ------------------------------------- | ---------- | --------------------- |
| 1   | どうぶつの森+                                 | 2001年12月14日 | ゲームキューブ  | 任天堂 | 任天堂 | 8cm光ディスク                         | DOL-P-GAFJ |                       |
| 2   | 五目ならべ 連珠                               | 2006年12月2日  | Wii             | 任天堂 | 任天堂 | ダウンロード （バーチャルコンソール） | -          | 2019年1月31日販売終了 |
| 3   | 五目ならべ 連珠                               | 2014年10月29日 | Wii U           | 任天堂 | 任天堂 | ダウンロード （バーチャルコンソール） | -          | 2023年3月28日販売終了 |
| 4   | ファミリーコンピュータ Nintendo Switch Online | 2024年7月4日   | Nintendo Switch | 任天堂 | 任天堂 | ダウンロード                          | -          |                       |